# Сенин, Капитон Иванович
Капитон Иванович Сенин — советский деятель госбезопасности, полковник ГБ.

## Биография
Родился в 1903 году на хуторе Демин. Член КПСС с 1928 года.
С 1915 года — на хозяйственной, общественной и политической работе. В 1915—1954 гг. — командир отделения 47-го погранотряда, уполномоченный ТО ОГПУ станции Тихорецк, уполномоченный ТО УНКВД Азово-Черноморского края, начальник оперпункта НКВД станции Ачинск Красноярской ж. д., помощник начальника ОДТО НКВД станции Кропоткин, начальник ОДТО НКВД станции Ростов ж.д. им. Ворошилова 04.39-04.41; начальник оперотделения НКГБ станции Шахтная в г. Шахты, начальник 1 отделения ТО НКВД- НКГБ ж.д. им. Ворошилова, Батайск, Туапсе, Сочи, участник Великой Отечественной войны в распоряжении ТО НКГБ Западной ж. д., начальник ОТО НКГБ станции Минск, заместитель начальника ТО НКГБ Западной ж.д., начальник Мажейкяйского уездного отделения МГБ, Мажейкяй, начальник УМГБ Клайпедской области
Умер в Ростове в 1967 году.